# Draskovics Tibor
Draskovics Tibor (Budapest, 1955. június 26. –) magyar jogász, politikus, a Medgyessy-kormányban és az első Gyurcsány-kormányban pénzügyminiszter, a második Gyurcsány-kormányban a kormányzati igazgatás összehangolásáért felelős tárca nélküli miniszter, később igazságügyi és rendészeti miniszter. Utóbbi beosztását 2009 decemberéig a Bajnai-kormányban is megőrizte.

## Tanulmányai
A budapesti Fazekas Mihály Fővárosi Gyakorló Gimnáziumban érettségizett. Az Eötvös Loránd Tudományegyetem Állam- és Jogtudományi Karán szerzett diplomát 1979-ben.

## Rendszerváltás előtti pályafutása
Diplomázás után a Pénzügyminisztériumban dolgozott különböző beosztásokban, 1984 és 1986 között Hetényi István pénzügyminiszter személyi titkára volt. 1988-ban a jogi főosztály vezetőjévé nevezték ki. A rendszerváltás után helyettes államtitkár, valamint a privatizációs kormánybizottság tagja volt. 1991-ben megvált posztjától.

## Gazdasági tevékenysége
1991 és 1992 között az Arthur Andersen amerikai könyvvizsgáló cég adótanácsadási igazgatója volt, majd a Concordia Biztosítási Bróker Kft. brókercég vezérigazgatója. 1993 és 1994 között rövid ideig ügyvéd.
1994 és 1998 között a Magyar Olimpiai Bizottság tagja.
Egy évvel az Orbán-kormány hatalomra kerülése után, 1999-ben az ABN-AMRO Bank vezérigazgató-helyettese, 2001-ben vezérigazgatója. Az ABN-AMRO Bank és a Kereskedelmi és Hitelbank 2001-es fúziója után a Kereskedelmi és Hitelbank igazgatóságának tagja és a vállalati befektetési és banki üzletágért felelős vezérigazgató-helyettese volt. 2001 szeptemberében közös megegyezéssel távozott posztjáról.

## Rendszerváltás utáni közigazgatási pályafutása
1994-ben Békesi László akkori pénzügyminiszter alá került mint közigazgatási államtitkár. Ezt a posztot Bokros Lajos és Medgyessy Péter alatt is megtartotta, a tisztségből 1998-ban az első Orbán-kormány hivatalbalépését követően távozott.
1995 és 1998 között a Magyar Nemzeti Bank jegybanktanácsának tagja. 1996 és 1998 között a Kincstári Tanács tagja. 1997 és 1998 az Országos Betétbiztosítási Alap igazgatótanácsi elnöke.
2002-ben Medgyessy Péter miniszterelnök kabinetfőnöke, címzetes államtitkári rangban.

## Politikai pályafutása
2004-ben a Medgyessy-kormány pénzügyminisztere lett, amely tisztségét az első Gyurcsány-kormányban 2005. április 18-ig őrizte meg. Nem sokkal felmentése után kinevezték a Magyar Villamos Művek elnökévé.
A második Gyurcsány-kormányban 2006-tól a kormányfőnek alárendelt Államreform Bizottság alelnöke és munkájának vezetője kormánybiztosi rangban. Az Államreform Bizottság megszüntetésétől, 2007. július 1-jétől a kormányzati igazgatás összehangolásáért felelős tárca nélküli miniszter, e minőségében a Kormány üléseit előkészítő államtitkári értekezlet vezetője.
2008. február 18-ától Takács Albertet váltotta az igazságügyi és rendészeti miniszteri poszton, korábbi miniszteri posztja megszűnt, a kormányzati igazgatás összehangolása a Miniszterelnöki Hivatalt vezető miniszter feladatává vált. A 2009-ben megalakult Bajnai-kormányban is igazságügyi és rendészeti miniszterré nevezték ki. 2009. december 1-jén benyújtotta lemondását, amit Bajnai Gordon miniszterelnök elfogadott. Helyére Forgács Imre, addigi önkormányzati és lakásügyi szakállamtitkárt jelölte a miniszterelnök.
2010. február 1-jétől Hiller István, Oktatási és Kulturális Minisztérium (OKM) vezetője az ELTE gazdasági tanácsába delegálta 5 éves időtartamra. 2019. november 5-én öt éves időtartamra megválasztották a Budapesti Közlekedési Központ (BKK) igazgatósági elnökének.

## Családja
Első házasságából egy lánya, második házasságából két fia született.